# Clarias fuscus
Clarias fuscus ist ein zu der Gattung der Raubwelse (Clarias) zählender Süßwasserfisch.

## Merkmale
Die Körperlänge beträgt 10 cm – 30 cm. Er hat keine Schuppen.

## Verbreitung
Clarias fuscus kommt ursprünglich in Südchina, Laos und Vietnam vor, ist aber mittlerweile als gebietsfremde Art in Okinawa, den Philippinen und Hawaii zu finden.

## Lebensweise
Der Fisch lebt in stehenden oder langsam fließenden Gewässern wie im Unterlauf von Flüssen, Seen oder Nassfeldern mit eher stärkerem Bewuchs. Er ist nachtaktiv und ernährt sich von kleinen Fischen, Krebstieren, Würmern und Insekten.

## Bedeutung für den Menschen
Der Fisch ist Teil des traditionellen Speiseplans in den Gegenden seines ursprünglichen Verbreitungsgebiets. Im Jahr 2018 gelang das erste Mal die Zucht aus Eiern in Japan. Wegen seines schnellen Wachstums (er erreicht in 6–12 Monaten ein Gewicht von 800–1000 Gramm) ist seine Zucht wirtschaftlich interessant.
Da Clarias fuscus Zwischenwirt für den Zwergdarmegel Haplorchis yokogawai ist, kann der Verzehr ungenügend erhitzer Fische eine Haplorchiasis verursachen.